# Poor John (film 1907)
Poor John (o Vesta Victoria Sings 'Poor John') è un cortometraggio muto del 1907 diretto da Edwin S. Porter. Prodotto e distribuito dalla Edison, aveva come interprete Vesta Victoria, una delle più popolari e conosciute cantanti e attrici inglesi della scena teatrale e musicale statunitense di inizio Novecento.

## Trama
Vesta Victoria canta la canzone Poor John.

## Produzione
Il film fu prodotto dalla Edison Manufacturing Company.

## Distribuzione
Distribuito dalla Edison Manufacturing Company, il film era un cortometraggio di 59,7 metri.